# Taenionema jeanae
Taenionema jeanae är en bäcksländeart som beskrevs av Baumann och C.Riley Nelson 2007. Taenionema jeanae ingår i släktet Taenionema och familjen vingbandbäcksländor. Inga underarter finns listade i Catalogue of Life.